# Grand Prix Formule 1 van Hongarije 2018
De Grand Prix Formule 1 van Hongarije 2018 werd verreden op 29 juli op de Hungaroring in Mogyoród nabij Boedapest. Het was de twaalfde race van het kampioenschap.

## Vrije trainingen

### Uitslagen
- Er wordt enkel de top-5 weergegeven.

| Vrije training 1 | Pos. | Nr. | Coureur          | Constructeur       | Tijd     |
| ---------------- | ---- | --- | ---------------- | ------------------ | -------- |
| Vrije training 1 | 1    | 3   | Daniel Ricciardo | Red Bull-TAG Heuer | 1:17.613 |
| Vrije training 1 | 2    | 5   | Sebastian Vettel | Ferrari            | 1:17.692 |
| Vrije training 1 | 3    | 33  | Max Verstappen   | Red Bull-TAG Heuer | 1:17.701 |
| Vrije training 1 | 4    | 7   | Kimi Räikkönen   | Ferrari            | 1:17.948 |
| Vrije training 1 | 5    | 44  | Lewis Hamilton   | Mercedes           | 1:18.036 |
| Vrije training 2 | Pos. | Nr. | Coureur          | Constructeur       | Tijd     |
| Vrije training 2 | 1    | 5   | Sebastian Vettel | Ferrari            | 1:16.834 |
| Vrije training 2 | 2    | 33  | Max Verstappen   | Red Bull-TAG Heuer | 1:16.908 |
| Vrije training 2 | 3    | 3   | Daniel Ricciardo | Red Bull-TAG Heuer | 1:17.061 |
| Vrije training 2 | 4    | 7   | Kimi Räikkönen   | Ferrari            | 1:17.153 |
| Vrije training 2 | 5    | 44  | Lewis Hamilton   | Mercedes           | 1:17.587 |
| Vrije training 3 | Pos. | Nr. | Coureur          | Constructeur       | Tijd     |
| Vrije training 3 | 1    | 5   | Sebastian Vettel | Ferrari            | 1:16.170 |
| Vrije training 3 | 2    | 77  | Valtteri Bottas  | Mercedes           | 1:16.229 |
| Vrije training 3 | 3    | 7   | Kimi Räikkönen   | Ferrari            | 1:16.373 |
| Vrije training 3 | 4    | 44  | Lewis Hamilton   | Mercedes           | 1:16.749 |
| Vrije training 3 | 5    | 3   | Daniel Ricciardo | Red Bull-TAG Heuer | 1:16.803 |

Testcoureurs in vrije training 1:
 Antonio Giovinazzi (Sauber-Ferrari)

## Kwalificatie
In Q1 was het droog en Sebastian Vettel zette de beste tijd neer voor Max Verstappen. Stoffel Vandoorne, Charles Leclerc, beide Force-India's en Sergej Sirotkin haalden Q2 niet. Daniel Ricciardo ging op het nippertje door naar Q2. In Q2 begonnen alle coureurs op “slicks” behalve Vettel die begon met “intermediate” banden. Een goede gok van het team, want het begon te regenen. Vettel was lange tijd de enige die een tijd neer had gezet. Het begon steeds harder te regenen, waardoor aan het eind van Q2 geen toptijden gereden konden worden. Fernando Alonso, Daniel Ricciardo, Nico Hülkenberg, Marcus Ericsson en Lance Stroll haalden Q3 niet. Stroll moest vanwege een crash zijn voorvleugel vervangen na de kwalificatie, waardoor hij voor straf uit de pitstraat moest starten.
In een regenachtige Q3 behaalde Lewis Hamilton voor zijn team Mercedes de pole position, gevolgd door teamgenoot Valtteri Bottas. De beide Ferrari-coureurs Kimi Räikkönen en Sebastian Vettel kwalificeerden zich als derde en vierde. Plaats vijf en zes werden bezet door Renault-coureur Carlos Sainz jr. en Toro Rosso-rijder Pierre Gasly. Max Verstappen volgde voor het team Red Bull op de zevende startpositie, met daarachter Brendon Hartley van Toro Rosso. De top 10 werd afgesloten door de Haas-coureurs Kevin Magnussen en Romain Grosjean.

### Kwalificatie-uitslag
| Pos.                | Nr. | Coureur           | Constructeur         | Q1       | Q2        | Q3       | Grid |
| ------------------- | --- | ----------------- | -------------------- | -------- | --------- | -------- | ---- |
| 1                   | 44  | Lewis Hamilton    | Mercedes             | 1:17.419 | 1:31.242  | 1:35.658 | 1    |
| 2                   | 77  | Valtteri Bottas   | Mercedes             | 1:17.123 | 1:32.081  | 1:35.918 | 2    |
| 3                   | 7   | Kimi Räikkönen    | Ferrari              | 1:17.526 | 1:32.762  | 1:36.186 | 3    |
| 4                   | 5   | Sebastian Vettel  | Ferrari              | 1:16.666 | 1:28.636  | 1:36.210 | 4    |
| 5                   | 55  | Carlos Sainz jr.  | Renault              | 1:17.829 | 1:30.771  | 1:36.743 | 5    |
| 6                   | 10  | Pierre Gasly      | Toro Rosso-Honda     | 1:18.577 | 1:31.286  | 1:37.591 | 6    |
| 7                   | 33  | Max Verstappen    | Red Bull-TAG Heuer   | 1:16.940 | 1:31.178  | 1:38.032 | 7    |
| 8                   | 28  | Brendon Hartley   | Toro Rosso-Honda     | 1:18.429 | 1:32.590  | 1:38.128 | 8    |
| 9                   | 20  | Kevin Magnussen   | Haas-Ferrari         | 1:18.314 | 1:32.968  | 1:39.858 | 9    |
| 10                  | 8   | Romain Grosjean   | Haas-Ferrari         | 1:17.901 | 1:33.650  | 1:40.593 | 10   |
| 11                  | 14  | Fernando Alonso   | McLaren-Renault      | 1:18.208 | 1:35.214  |          | 11   |
| 12                  | 3   | Daniel Ricciardo  | Red Bull-TAG Heuer   | 1:18.540 | 1:36.442  |          | 12   |
| 13                  | 27  | Nico Hülkenberg   | Renault              | 1:17.905 | 1:36.506  |          | 13   |
| 14                  | 9   | Marcus Ericsson   | Sauber-Ferrari       | 1:18.641 | 1:37.075  |          | 14   |
| 15                  | 18  | Lance Stroll      | Williams-Mercedes    | 1:18.560 | geen tijd |          | Pit  |
| 16                  | 2   | Stoffel Vandoorne | McLaren-Renault      | 1:18.782 |           |          | 15   |
| 17                  | 16  | Charles Leclerc   | Sauber-Ferrari       | 1:18.817 |           |          | 16   |
| 18                  | 31  | Esteban Ocon      | Force India-Mercedes | 1:19.142 |           |          | 17   |
| 19                  | 11  | Sergio Pérez      | Force India-Mercedes | 1:19.200 |           |          | 18   |
| 20                  | 35  | Sergej Sirotkin   | Williams-Mercedes    | 1:19.301 |           |          | 19   |
| 107% tijd: 1:22.032 |     |                   |                      |          |           |          |      |

## Wedstrijd
De race werd gewonnen door Lewis Hamilton, die zijn vijfde zege van het seizoen behaalde. Sebastian Vettel eindigde als tweede, terwijl Kimi Räikkönen derde werd. Daniel Ricciardo eindigde als vierde, voor Valtteri Bottas, die in de laatste ronden in aanraking kwam met zowel Vettel als Ricciardo en voor het contact met de laatste een tijdstraf kreeg van tien seconden. Pierre Gasly reed een sterke race en eindigde op de zesde plaats. Kevin Magnussen en Fernando Alonso werden zevende en achtste, terwijl Carlos Sainz jr. en Romain Grosjean de top 10 compleet maakten.
| Pos. | Nr. | Coureur           | Constructeur         | Rondes | Tijd / Oorzaak uitval | Grid | Punten |
| ---- | --- | ----------------- | -------------------- | ------ | --------------------- | ---- | ------ |
| 1    | 44  | Lewis Hamilton    | Mercedes             | 70     | 1:37:16.427           | 1    | 25     |
| 2    | 5   | Sebastian Vettel  | Ferrari              | 70     | +17.123               | 4    | 18     |
| 3    | 7   | Kimi Räikkönen    | Ferrari              | 70     | +20.101               | 3    | 15     |
| 4    | 3   | Daniel Ricciardo  | Red Bull-TAG Heuer   | 70     | +46.419               | 12   | 12     |
| 5    | 77  | Valtteri Bottas   | Mercedes             | 70     | +1:00.000             | 2    | 10     |
| 6    | 10  | Pierre Gasly      | Toro Rosso-Honda     | 70     | +1:13.273             | 6    | 8      |
| 7    | 20  | Kevin Magnussen   | Haas-Ferrari         | 69     | +1 ronde              | 9    | 6      |
| 8    | 14  | Fernando Alonso   | McLaren-Renault      | 69     | +1 ronde              | 11   | 4      |
| 9    | 55  | Carlos Sainz jr.  | Renault              | 69     | +1 ronde              | 5    | 2      |
| 10   | 8   | Romain Grosjean   | Haas-Ferrari         | 69     | +1 ronde              | 10   | 1      |
| 11   | 28  | Brendon Hartley   | Toro Rosso-Honda     | 69     | +1 ronde              | 8    |        |
| 12   | 27  | Nico Hülkenberg   | Renault              | 69     | +1 ronde              | 13   |        |
| 13   | 31  | Esteban Ocon      | Force India-Mercedes | 69     | +1 ronde              | 17   |        |
| 14   | 11  | Sergio Pérez      | Force India-Mercedes | 69     | +1 ronde              | 18   |        |
| 15   | 9   | Marcus Ericsson   | Sauber-Ferrari       | 68     | +2 rondes             | 14   |        |
| 16   | 35  | Sergej Sirotkin   | Williams-Mercedes    | 68     | +2 rondes             | 19   |        |
| 17   | 18  | Lance Stroll      | Williams-Mercedes    | 68     | +2 rondes             | Pit  |        |
| DNF  | 2   | Stoffel Vandoorne | McLaren-Renault      | 49     | Versnellingsbak       | 15   |        |
| DNF  | 33  | Max Verstappen    | Red Bull-TAG Heuer   | 5      | Motor                 | 7    |        |
| DNF  | 16  | Charles Leclerc   | Sauber-Ferrari       | 1      | Ophanging             | 16   |        |

## Bandengebruik
De coureurs mogen gebruik maken van de medium, soft en ultrasoft-compounds.

## Tussenstanden wereldkampioenschap
Betreft tussenstanden voor het wereldkampioenschap na afloop van de race.

### Coureurs
| Pos. | Nr. | Coureur          | Constructeur         | Punten |
| ---- | --- | ---------------- | -------------------- | ------ |
| 01   | 44  | Lewis Hamilton   | Mercedes             | 213    |
| 02   | 5   | Sebastian Vettel | Ferrari              | 189    |
| 03   | 7   | Kimi Räikkönen   | Ferrari              | 146    |
| 04   | 77  | Valtteri Bottas  | Mercedes             | 132    |
| 05   | 3   | Daniel Ricciardo | Red Bull-TAG Heuer   | 118    |
| 06   | 33  | Max Verstappen   | Red Bull-TAG Heuer   | 105    |
| 07   | 27  | Nico Hülkenberg  | Renault              | 52     |
| 08   | 20  | Kevin Magnussen  | Haas-Ferrari         | 45     |
| 09   | 14  | Fernando Alonso  | McLaren-Renault      | 44     |
| 10   | 11  | Sergio Pérez     | Force India-Mercedes | 30     |

### Constructeurs
| Pos. | Constructeur         | Punten |
| ---- | -------------------- | ------ |
| 01   | Mercedes             | 345    |
| 02   | Ferrari              | 335    |
| 03   | Red Bull-TAG Heuer   | 223    |
| 04   | Renault              | 82     |
| 05   | Haas-Ferrari         | 66     |
| 06   | Force India-Mercedes | 59     |
| 07   | McLaren-Renault      | 52     |
| 08   | Toro Rosso-Honda     | 28     |
| 09   | Sauber-Ferrari       | 18     |
| 10   | Williams-Mercedes    | 4      |